# Ивановец
Ивановец је насељено место у саставу града Чаковца у Међимурској жупанији, Хрватска. До територијалне реорганизације у Хрватској налазио се у саставу старе општине Чаковец.

## Становништво
На попису становништва 2011. године, Ивановец је имао 2.093 становника.

## Попис1991.
На попису становништва 1991. године, насељено место Ивановец је имало 2.111 становника, следећег националног састава:
| Попис 1991.‍   | Попис 1991.‍  | Попис 1991.‍ | Попис 1991.‍ | Попис 1991.‍ |
| ------------- | ------------ | ----------- | ----------- | ----------- |
|               |              |             |             |             |
| Хрвати        | Хрвати       |             | 2.015       | 95,45%      |
| Словенци      | Словенци     |             | 10          | 0,47%       |
| Срби          | Срби         |             | 6           | 0,28%       |
| Југословени   | Југословени  |             | 3           | 0,14%       |
| Македонци     | Македонци    |             | 2           | 0,09%       |
| Роми          | Роми         |             | 1           | 0,04%       |
| Руси          | Руси         |             | 1           | 0,04%       |
| Турци         | Турци        |             | 1           | 0,04%       |
| Црногорци     | Црногорци    |             | 1           | 0,04%       |
| неопредељени  | неопредељени |             | 20          | 0,94%       |
| регион. опр.  | регион. опр. |             | 5           | 0,23%       |
| непознато     | непознато    |             | 46          | 2,17%       |
| укупно: 2.111 |              |             |             |             |